# زوزدن
زوزدن (به بلغاری: Zvezden) یک منطقهٔ مسکونی در بلغارستان است که در شهرستان کاردژالی واقع شده‌است.